# 大浦正文
大浦 正文（おおうら まさふみ、1969年9月28日 - 2013年12月20日 ）は、日本の元男子バレーボール選手。

## 来歴
長崎県上県郡（現対馬市）出身。現役時代は1m以上の跳躍力から繰り出す強烈なスパイクを武器に、同期入団の荻野正二と共にサントリーサンバーズの主力選手として活躍し、バレーボール全日本では中垣内祐一とスーパーエースのポジションを争った。
引退後に長崎大学に進学し教員免許を取得、卒業後は母校である長崎商業高等学校に赴任し、長崎県立島原商業高等学校を経て最後は長崎県立壱岐商業高等学校で生徒たちを指導していた。並行してバレーボールユース全日本男子代表監督も務めていた。
2013年12月20日、東京都内の病院で胃癌により死去。44歳没。
2014年2月11日に「大浦正文さんを偲ぶ会」を長崎のロイヤルチェスターホテルにて開催。

## 球歴
- 長崎市立長崎商業高等学校→サントリーサンバーズ（1988 - 1997年）

- 全日本代表としての主な国際大会出場歴
  - オリンピック - 1992年
  - ワールドカップ - 1989年、1991年、1995年
  - 世界選手権 - 1990年、1994年

## 受賞歴
- 1989年 - 第23回日本リーグ 猛打賞
- 1990年 - 第24回日本リーグ 敢闘賞・ベスト6
- 1991年 - 第25回日本リーグ 敢闘賞・ベスト6
- 1992年 - 第26回日本リーグ ベスト6
- 1993年 - 第27回日本リーグ 猛打賞・敢闘賞・ベスト6